# Helicopsyche hollowayi
Helicopsyche hollowayi är en nattsländeart som beskrevs av Ross 1975. Helicopsyche hollowayi ingår i släktet Helicopsyche och familjen Helicopsychidae. Inga underarter finns listade i Catalogue of Life.